# Fujiwara no Shimeko
Fujiwara no Shimeko (1131 – 23 octobre 1176) est une Impératrice consort du Japon. Elle est la consort de l'empereur Konoe.

## Source de la traduction
- (en) Cet article est partiellement ou en totalité issu de l’article de Wikipédia en anglais intitulé « Fujiwara no Shimeko » (voir la liste des auteurs).